# شهرستان جانسون (ایندیانا)
شهرستان جانسون، ایندیانا (به انگلیسی: Johnson County, Indiana) شهرستانی در ایالات متحده آمریکا است که در ایندیانا واقع شده‌است.